# دائرة منفصلة

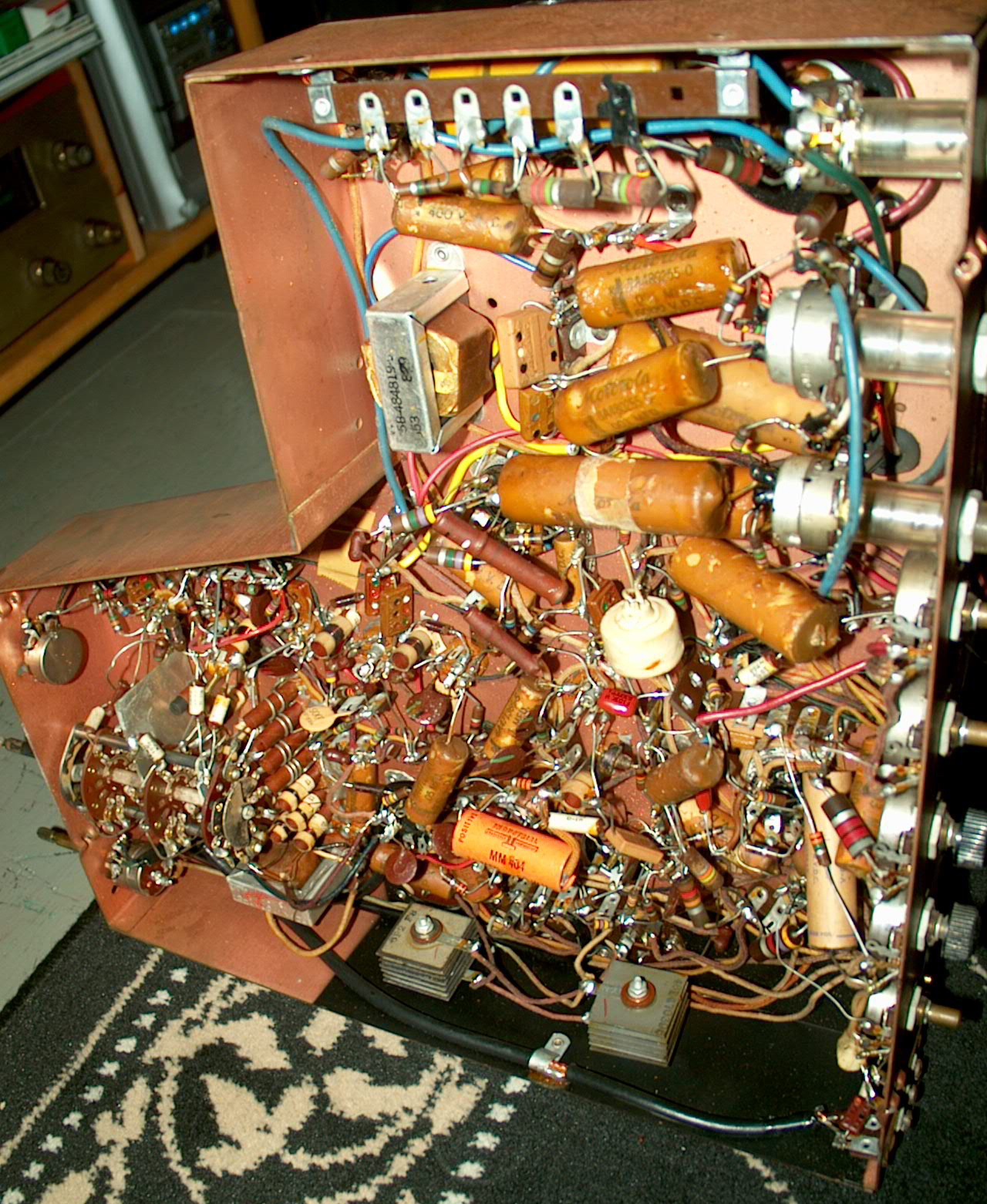

الدائرة المنفصلة هي دارة إلكترونية تبنى من مكونات إلكترونية كالمقاومة وترانزستور وغيرها. بحيث يكون فيها قطعة واحدة من كل نوع، بدلاً من دارة متكاملة واحدة. تتضمن الدوائر المنفصلة مكونات إلكترونية مفردة كالمقاومات والمكثفات والديودات مقارنة بالدوائر المتكاملة التي تتكون فيها هذه المكونات في رقاقة. يجادل أنصار الدوائر المنفصلة أن الدوائر المنفصلة تحمل جهداً كهربائياً أكبر بفعل كونها كبيرة الحجم لكنها تكون أقل عرضى للتداخل الكهربائي. تشير الدوائر المنفصلة إلى الدوائر الإلكترونية المكونة من ترانزيستور واحد ومقاومة واحدة ومكثف واحد وديود واحد، وقطعة واحدة من أي من المكونات الأخرى.
وهي بخلاف رقاقة الدارة يمكن اختيار هذه المكونات بعناية وتجميعها وترتبيها لتلائم خصائص الدائرة وتحقيق الأداء الأمثل. في الأجهزة الصوتية، يتم استخدام الدائرة المنفصلة في مضخمات الطاقة والصوت والتي تهدف إلى إخراج صوت بجودة عالية. والهدف من هذه الدائرة تحسين نوعية الصوت. لا بد من ربط الأجزاء المنفصلة باستحدام لوحة دارة إلكترونية. تزيد هذه الطريقة من تكلفة الدائرة. إذ أن اللوحة وتجميعها ولحمامها واختبارها أمور وعمليات مكلفة.